# Höreda
Höreda is een plaats in de gemeente Eksjö in het landschap Småland en de provincie Jönköpings län in Zweden. De plaats heeft 142 inwoners (2005) en een oppervlakte van 17 hectare.